# Paul Di Filippo
Paul Di Filippo (ur. 29 października 1954 w Woonsocket) – amerykański pisarz fantastyki naukowej. Pełni rolę recenzenta w takich pismach, jak: Asimov’s Science Fiction, The Magazine of Fantasy and Science Fiction, Science Fiction Eye, The New York Review of Science Fiction, Interzone i Nova Express. Publikuje także w sieci, na stronie Science Fiction Weekly.  Jest członkiem Turkey City Writer’s Workshop. Razem z Michaelem Bishopem opublikował serię powieści pod pseudonimem Philip Lawson.
Jego opowiadanie, Rok w Linearnym Mieście, było nominowane do Nagrody Hugo za najlepsze opowiadanie.